# Pianoa
Pianoa là một chi nhện trong họ Gradungulidae.